# 吕义山
吕义山（1912年—1991年），男，山西崞县人，中华人民共和国军事人物，中国人民解放军少将，曾任中国人民解放军第二炮兵副政治委员。